# Henry Russell (2e baronnet)
 (février 2012).
Si vous disposez d'ouvrages ou d'articles de référence ou si vous connaissez des sites web de qualité traitant du thème abordé ici, merci de compléter l'article en donnant les références utiles à sa vérifiabilité et en les liant à la section « Notes et références ».
Henry Russell (27 mai 1783, Douvres – 19 avril 1852, château de Swallowfield), 2e baronnet, est résident britannique de l'État princier autonome d'Hyderabad.

## Ses origines
Sa famille s'est installée à Douvres (Angleterre). Henry Russell (1751-1836), son père, est nommé juge suprême de la Cour de justice du Bengale. Il est fait baronnet le 10 décembre 1812, à son retour en Angleterre. La mère d'Henry est la fille de Sir Charles Whitworth et la sœur de Charles Whitworth, 1er comte Whitworth, ambassadeur du Royaume-Uni à Paris, du temps de Napoléon Ier.

## Secrétaire du British Résident de l'État princier autonome de Hyderâbâd (Inde)

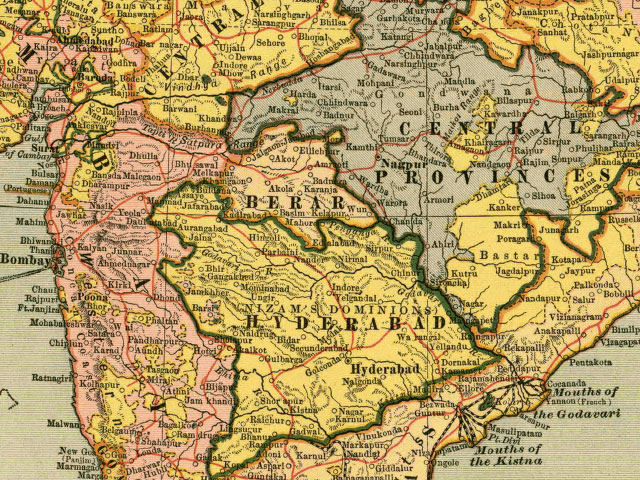
Carte de l'État princier autonome d'Hyderabad.

Henry Russell sert aux Indes dès 1797. Il est tout d’abord un jeune secrétaire personnel et un ami fidèle de James Kirkpatrick, le Résident à la cour du Nizam de l'État princier autonome d'Hyderabad.
Peu de temps après son retour aux Indes, Russell devient Lord Résident par intérim du fait de la mort de James Kirkpatrick, et cela d’octobre à décembre 1805. Le nouveau British Résident, Thomas Sydenham, arrive peu après.

## Son premier mariage (1808)
L’amitié de Russell avec Khair inquiète le nouveau général en chef, Barlow. Henry devient très rapidement l’amant de la princesse. Il semble que cette relation date de leur séjour à Calcutta.
Néanmoins, il épouse Jane Casamajor (1789-1808), le 20 octobre 1808 à Madras. Les Casamajors sont une famille d'origine espagnole. Établis à Bristol et dans les colonies, ils deviennent de riches négociants, des planteurs, ou des  administrateurs. La jeune mariée meurt de fièvre le 29 décembre 1808.

## British Résident de Pune (1809), puis d’Hyderâbâd (Inde) (1811)
Henry se rend en Angleterre et est nommé British Résident de Pune (1809). Son frère Charles est Lord Résident par intérim de l'État princier autonome d'Hyderabad de juin 1810 à mars 1811. Puis, en mars 1811, Henry Russel est nommé British Résident de l'État princier autonome de Hyderabad.
Russell ne fait que défendre aux Indes les intérêts britanniques. Il pousse le Nizam à signer des traités où il accepte que les troupes britanniques postées à la ville d'Hyderabad soient renforcées.
Pendant la période de son absence, en 1816, de ses fonctions de British Résident de l'État princier autonome d'Hyderabad, il se marie en Picardie, avec Marie Clotilde Mottet de la Fontaine (1793-1872), le 13 novembre 1816 à Compiègne.

## La Russell’s Brigade
L’organisation des cipayes date de l'administration de sir Henry Russell. Chargé de l'ambassade ou résidence à la cour du Nizam, il remanie définitivement ce corps d'armée que ses prédécesseurs dans l'intervalle, depuis 1800 jusqu'à 1811, avaient laissé désorganisé par l'irrégularité de la solde toujours précaire sous un gouvernement indigène. La conséquence de cette inexactitude était un état normal d'insubordination, des émeutes périodiques contre les officiers qui périssaient souvent victimes de l'incurie de l'administration et de la négligence des chargés d'affaires. Il obtient que dorénavant la solde du contingent soit versée à la caisse du Résident qui la distribue lui-même aux troupes ; il ajoute à la division d'infanterie et d'artillerie qui existe déjà, une brigade de cinq régiments de cavalerie irrégulière, commandés par des officiers européens. Il conserve et ajoute même un certain nombre d'officiers locaux, recommandés par leur mérite personnel, sans s'inquiéter de leur couleur ou de leur naissance. Aidé par son beau-frère, le colonel, futur général, sir John Doveton, il fait de la  Russell’s Brigade une unité disciplinée et compétente. D'autres Résidents lui succéderont avec des vues moins larges.
C'est l'armée ainsi réorganisée, sans équivalent jusqu'alors en Inde, qui participe en 1817 et 1818, dans la division du général John Doveton, au sein de l’armée du Deccan, à la troisième et dernière guerre anglo-marathe, où elle se fait remarquer par sa bravoure et son efficacité. Par la suite, le contingent de Hyderabad est constamment occupé à maintenir l'ordre et à réprimer un banditisme sans cesse renaissant. Les effectifs du Hyderabad Contingent sont en 1826 de 50 000 hommes.
Mais, la brigade Russell coûte cher. Les avances se montent à 240 000 livres et en 1819, il a emprunté 600 000 livres. Russell veut que ses hommes soient bien payés, bien encadrés, qu’ils aient de beaux uniformes, des armes modernes et les plus beaux chevaux. Il fait construire des casernes avec des bungalows pour les officiers.
Critiqué, Henry Russell donne sa démission, quitte l'État princier autonome d'Hyderabad et rentre directement en Angleterre en 1820 avec sa famille.
Il hérite à la mort de son père, en 1822, du titre de baronnet. Il s’installe avec sa femme à Swallowfield Park qui a été aménagé par son père et il gère son patrimoine.
Henry Russell est le père de Charles Russell et de George Russell

## Sources
- THE RUSSELL OF SWALLOWFIELD ARCHIVES
- William Dalrymple, Le Moghol blanc (en).
- Dictionnaire généalogique et armorial de l'Inde française.
- M. Rougé : Evocation de l'Inde d'autrefois : À propos de la tombe d'Edouard et Georgina Mottet de La Fontaine au cimetière de Dinan, Le pays de Dinan, Année 1995, Tome XV
- Warren, Comte Édouard de, L'Inde anglaise avant et après l'insurrection de 1857, Paris, Hachette et Cie, 1858, 2 vol. ou réédition par kailash en 1994.